# Guilherme III da Provença
Guilherme III (morto depois de 1037) foi conde e marquês da Provença de 1014 até sua morte. Herdou os títulos de seu pai, Robaldo II.
Sua mãe Ermengarda, que posteriormente se casou com Rodolfo II da Borgonha. Ele foi reportado em 1032 usando o título de marchio e, por último, fazendo uma doação à Abadia de Cluny em 1037.
Casou-se com uma mulher chamada Lúcia, de origem desconhecida, mas não teve filhos. Sua irmã Ema, casada com Guilherme III de Toulouse, foi sua herdeira.